# Suining (Xuzhou)
Der Kreis Suining (chinesisch 睢宁县, Pinyin Suīníng Xiàn) ist ein chinesischer Kreis, der zum Verwaltungsgebiet der bezirksfreien Stadt Xuzhou in der Provinz Jiangsu gehört. Sein Verwaltungsgebiet hat eine Fläche von 1.767 km² und er zählt 1.039.315 Einwohner (Stand: Zensus 2010). Sein Hauptort ist die Großgemeinde Suicheng (睢城镇).

## Administrative Gliederung
Auf Gemeindeebene setzt sich der Kreis aus sechzehn Großgemeinden zusammen. 